# José Roberto Leite
José Roberto Leite (Santa Branca, 9 de abril de 1942 — São Paulo, 11 de junho de 2004) foi um físico, pesquisador e professor universitário brasileiro.
Membro titular da Academia Brasileira de Ciências e Comendador da Ordem Nacional do Mérito Científico, José Roberto foi professor titular do Instituto de Física da Universidade de São Paulo (USP) e dirigente do Conselho Nacional de Desenvolvimento Científico e Tecnológico (CNPq).

## Biografia
José Roberto nasceu na cidade de Santa Branca, no interior paulista, em 1942. Formou-se em física pela Universidade de São Paulo em 1942, onde também obteve mestrado em 1968 e o doutorado em 1971, sob a orientação do professor Luiz Guimarães Ferreira. Em seguida, foi para os laboratórios da IBM, em San José, na Califórnia, como aluno de pós-doutorado.
Desde 1986, era professor de física no departamento de ciência dos materiais da Universidade de São Paulo. Conduziu trabalho pioneiro sobre semicondutores com o uso da teoria funcional de densidade para controlar a impureza de metais. Considerava o trabalho experimental extremamente importante, tanto que criou o Laboratório de Novos Materiais Semicondutores, na USP.
Foi presidente da Sociedade Brasileira de Física de 2001 a 2003. e diretor do CNPq. Desde 2003 era diretor de Programas Horizontais e Instrumentais do CNPq.

## Morte
José Roberto morreu em 11 de junho de 2004, em São Paulo, aos 62 anos, devido a um infarto.